# Дионис Танчуров
Дионис Христов Танчуров е български революционер, деец на Вътрешната македоно-одринска революционна организация.

## Биография
Дионис Танчуров е роден през 1876 година в ениджевардарското село Грубевци, тогава в Османската империя, днес в Гърция. Присъединява се към ВМОРО и през 1903 година минава в нелегалност. Влиза в четата на Апостол Петков и участва в Илинденското въстание от лятото на 1903 година. Води сражения при Радомир, между Баровица и Църна река, Гола чука, Беш Бунар, Левсковските воденици, между Ениджевардарско и Гумендженско. През 1904 година е четник при Христо Думчев и води сражения при Трите бари, между Мандалево и Новосел, а между 1905 и 1908 година води редица сражения в Ениджевардарското блато срещу четите на гръцката въоръжена пропаганда в Македония. Легализира се след Младотурската революция от юли 1908 година. По негови данни четата тогава се състои от 154 души, от които към 1943 година са живи около 16.
На 18 февруари 1943 година, като жител на Пловдив, подава молба за българска народна пенсия, която е одобрена и пенсията е отпусната от Министерския съвет на Царство България.